# Pasmo Ciemnej Góry
Pasmo Ciemnej Góry – pasmo wzgórz i wzniesień stanowiące część Wzgórz Trzebnickich, znajdujące się na terenie Gminy Trzebnica, a w niedużej części zachodniej także na terenie Gminy Oborniki Śląskie, w powiecie Trzebnickim, województwie dolnośląskim.
Pasmo to obejmuje część Wzgórz Trzebnickich z najwyższymi wzniesieniami, w tym najwyższe wzniesienie tych wzgórz – Ciemną Górę. Od strony zachodniej pasmo kończy się na Kowalskiej Przełęczy, za którą przebiega kolejne pasmo – Kozie Czuby, a po stronie wschodniej pasmo zamyka Farny Upłaz i Farny Lej, za którymi rozpoczyna się Pasmo Farnej Góry, z położonym tu drugim we Wzgórzach Trzebnickich co do wysokości wzniesieniem – Farną Górą. Po stronie południowej natomiast rozciągają się doliny: Obniżenie Kowali oraz Dolina Borkowic (Dolina Wilcza).
Pośród wzniesień pasma, które posiadają swoje nazwy własne można wymienić: Ciemną Górę, najwyższe wzniesienie pasma i całych Wzgórz Trzebnickich o wysokości bezwzględnej wynoszącej 258,3 m n.p.m., a także inne: Sadowe Wzgórze o wysokości 257,0 m n.p.m., Zielonka (Dębowy Wierch) sięgająca 248,0 m n.p.m., Połaniec mający 245,0 m n.p.m. oraz Bukowa Góra (Bukowy Wierch) z wysokością dochodzącą do 239,0 m n.p.m..

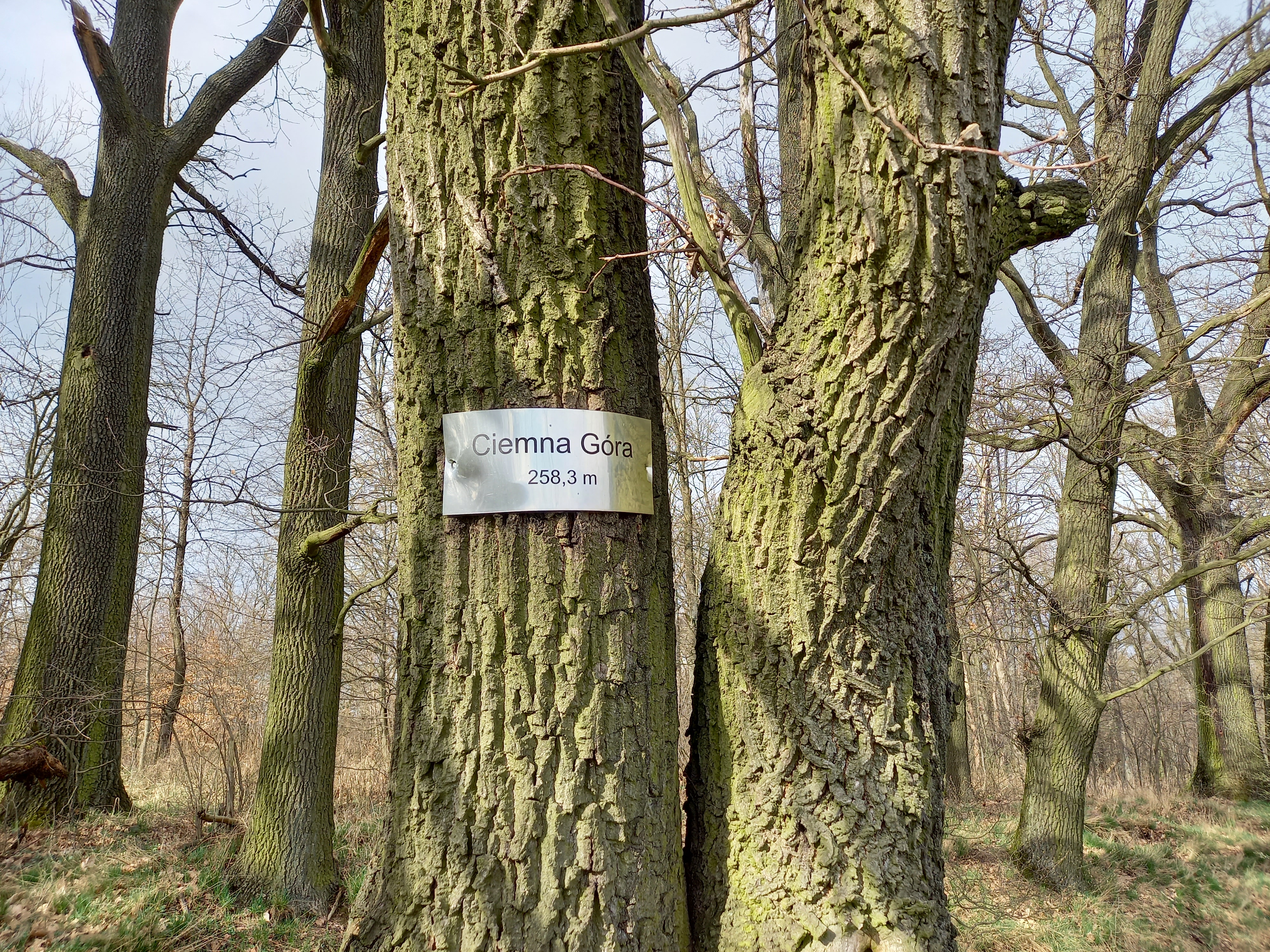
Ciemna Góra
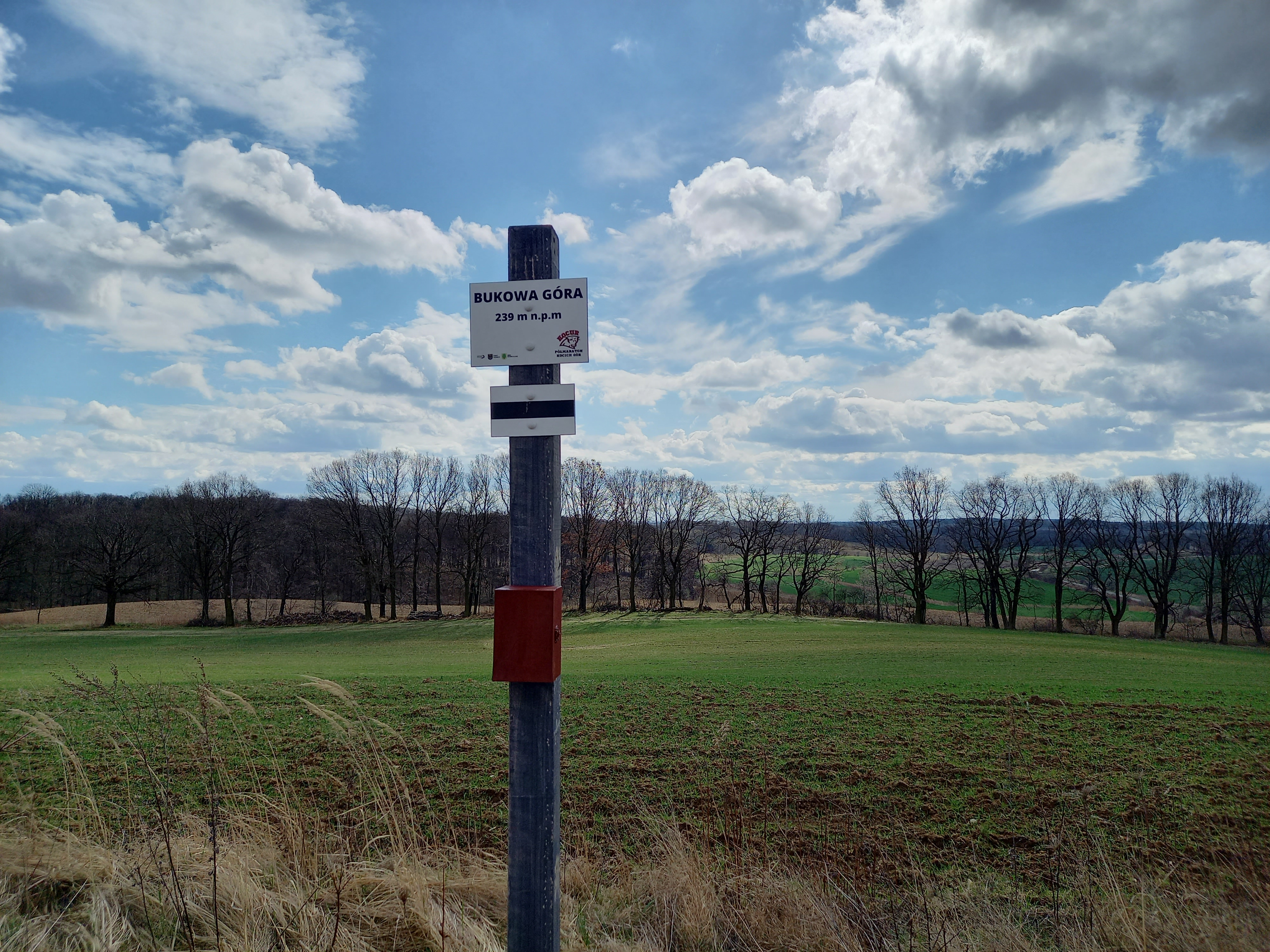
Bukowa Góra
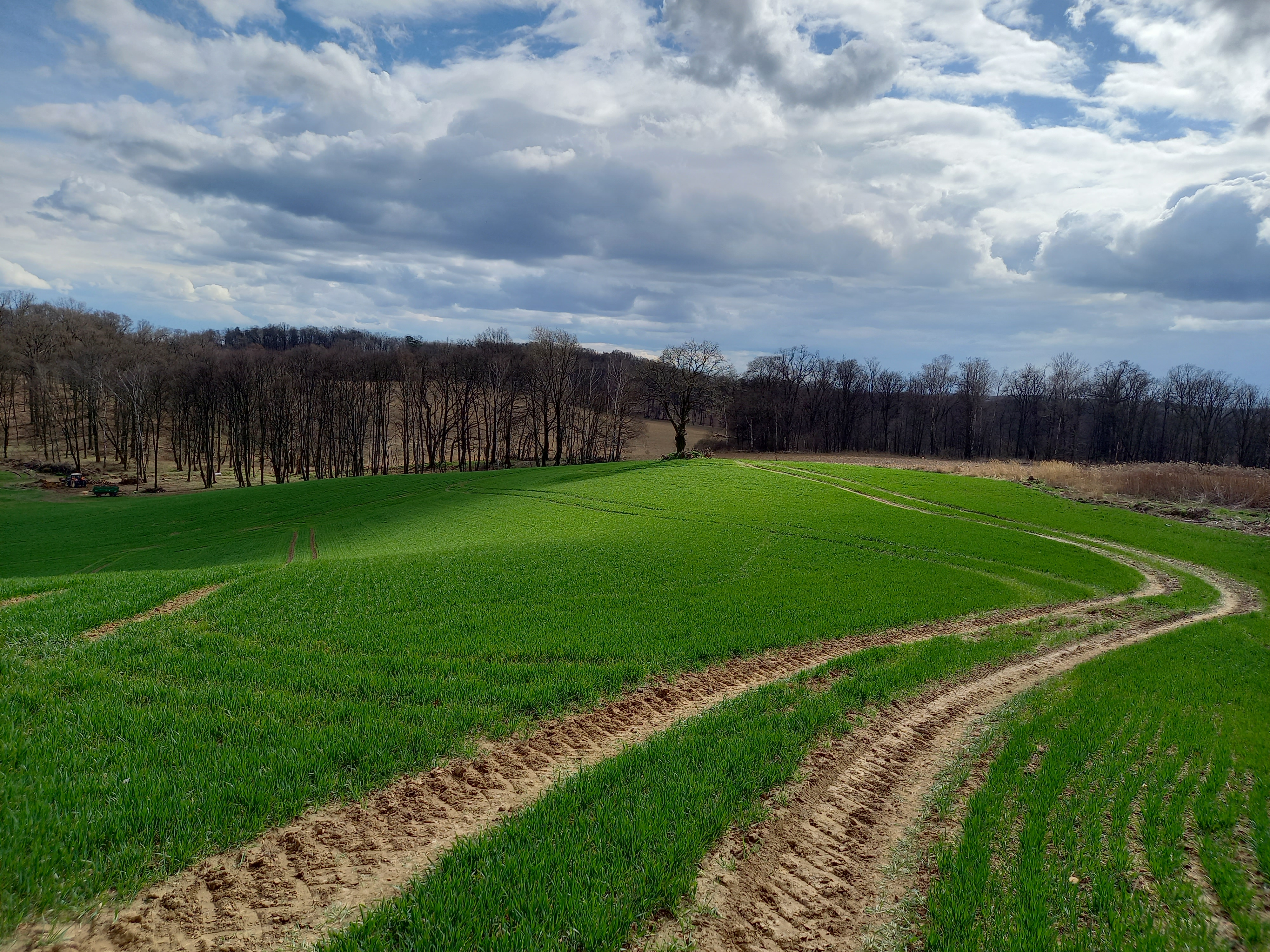
Połaniec

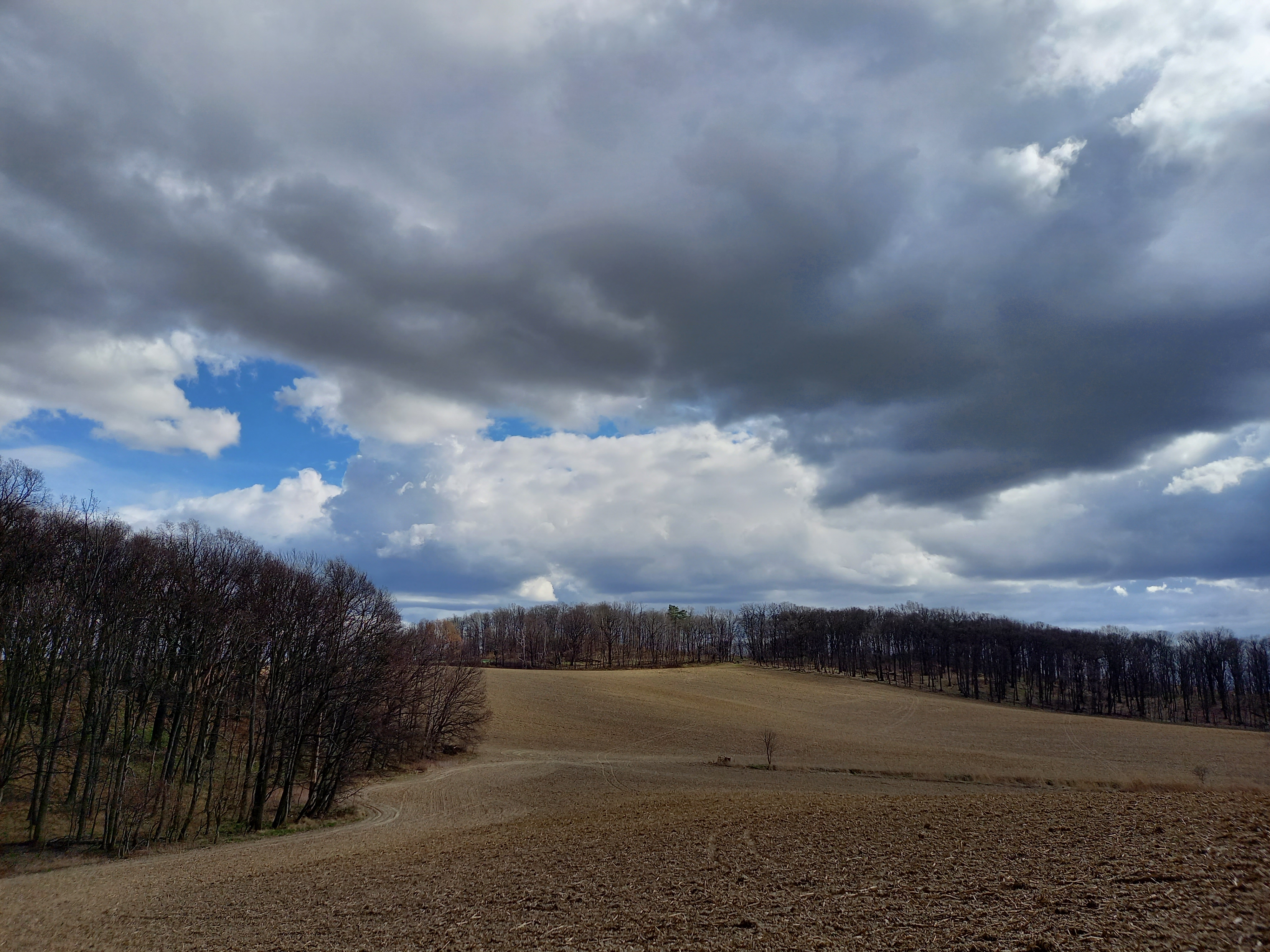
Zielonka
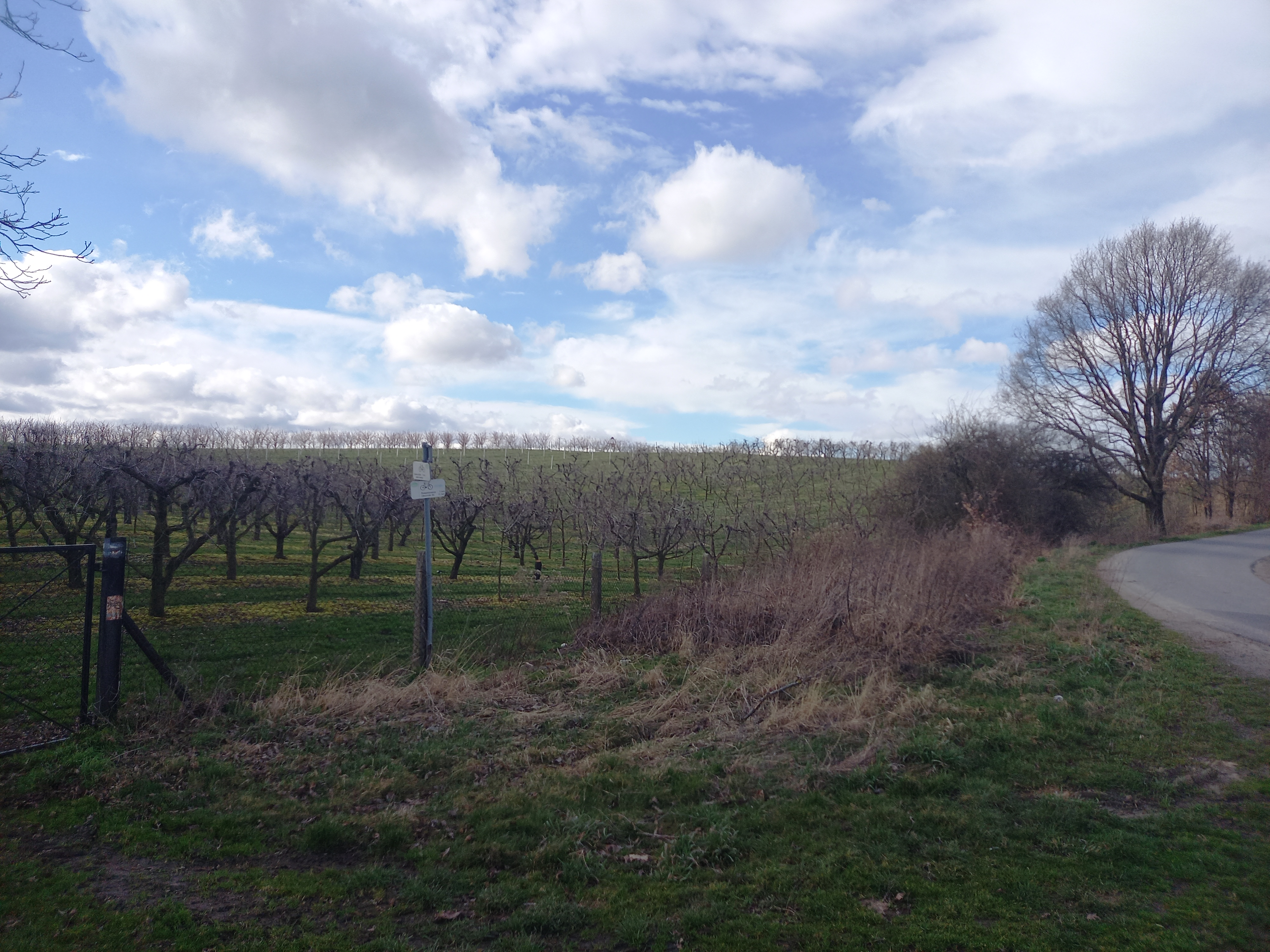
Sadowe Wzgórze
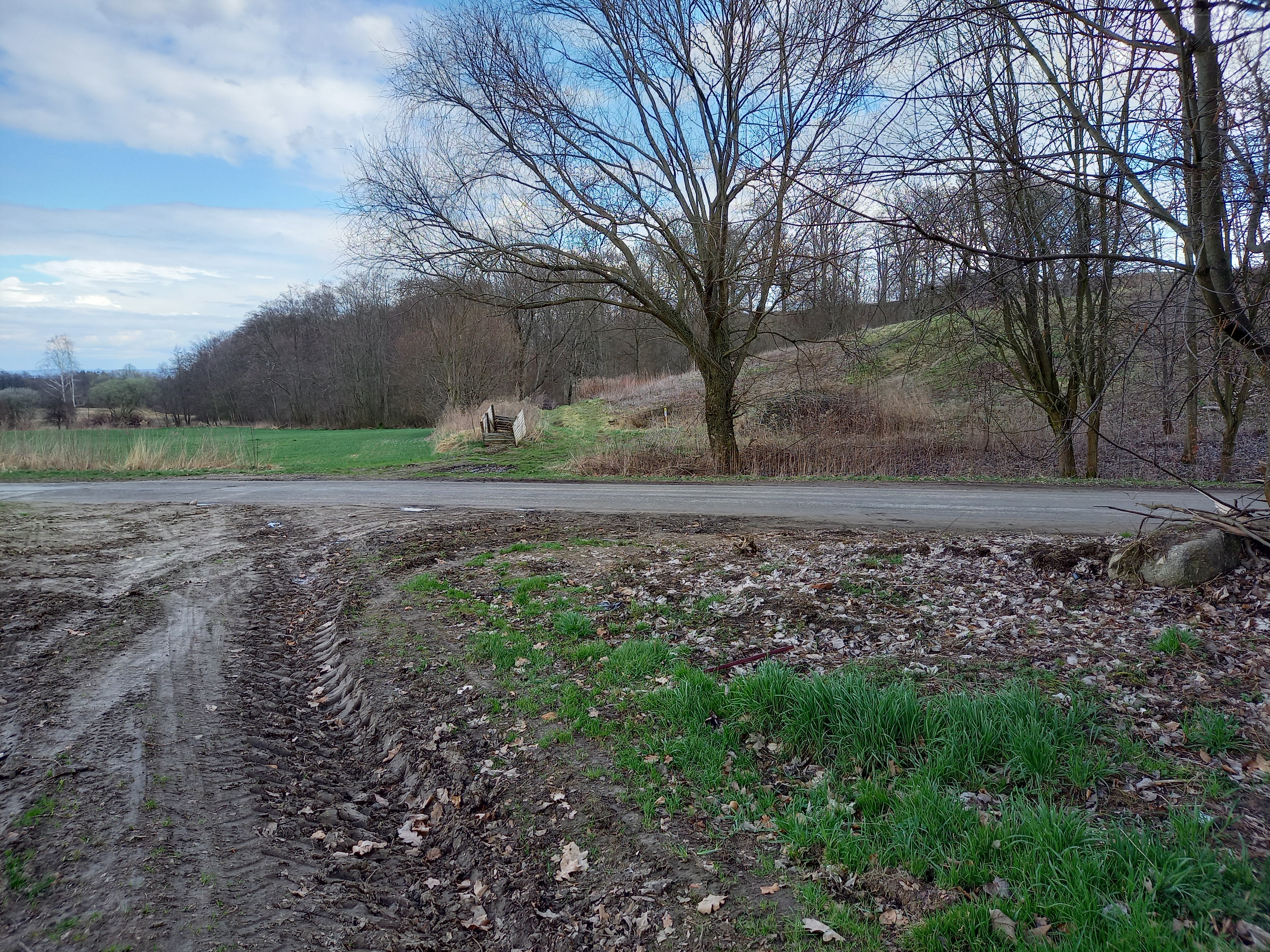
Kowalska Przełęcz

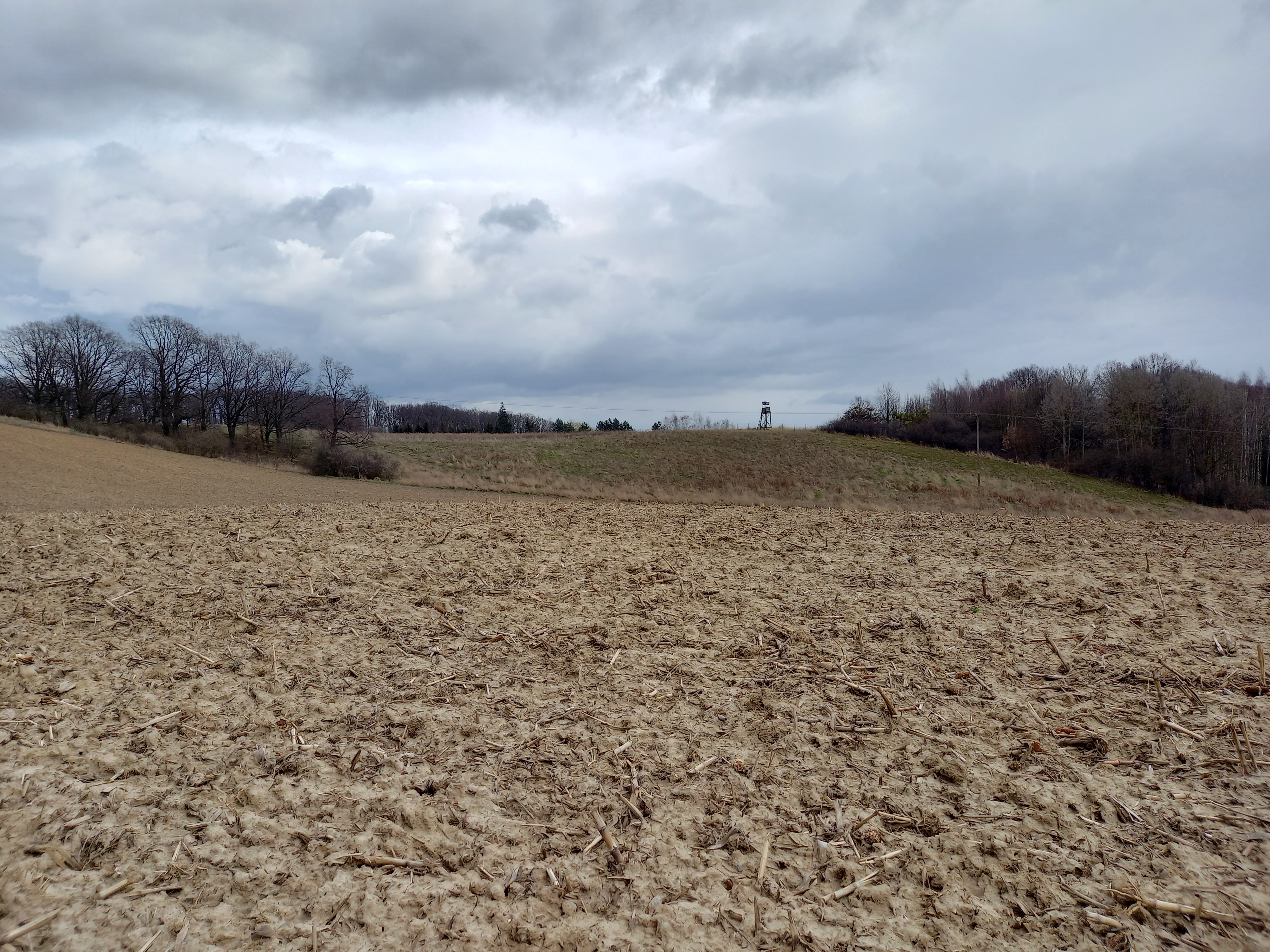
Okolice Kowal
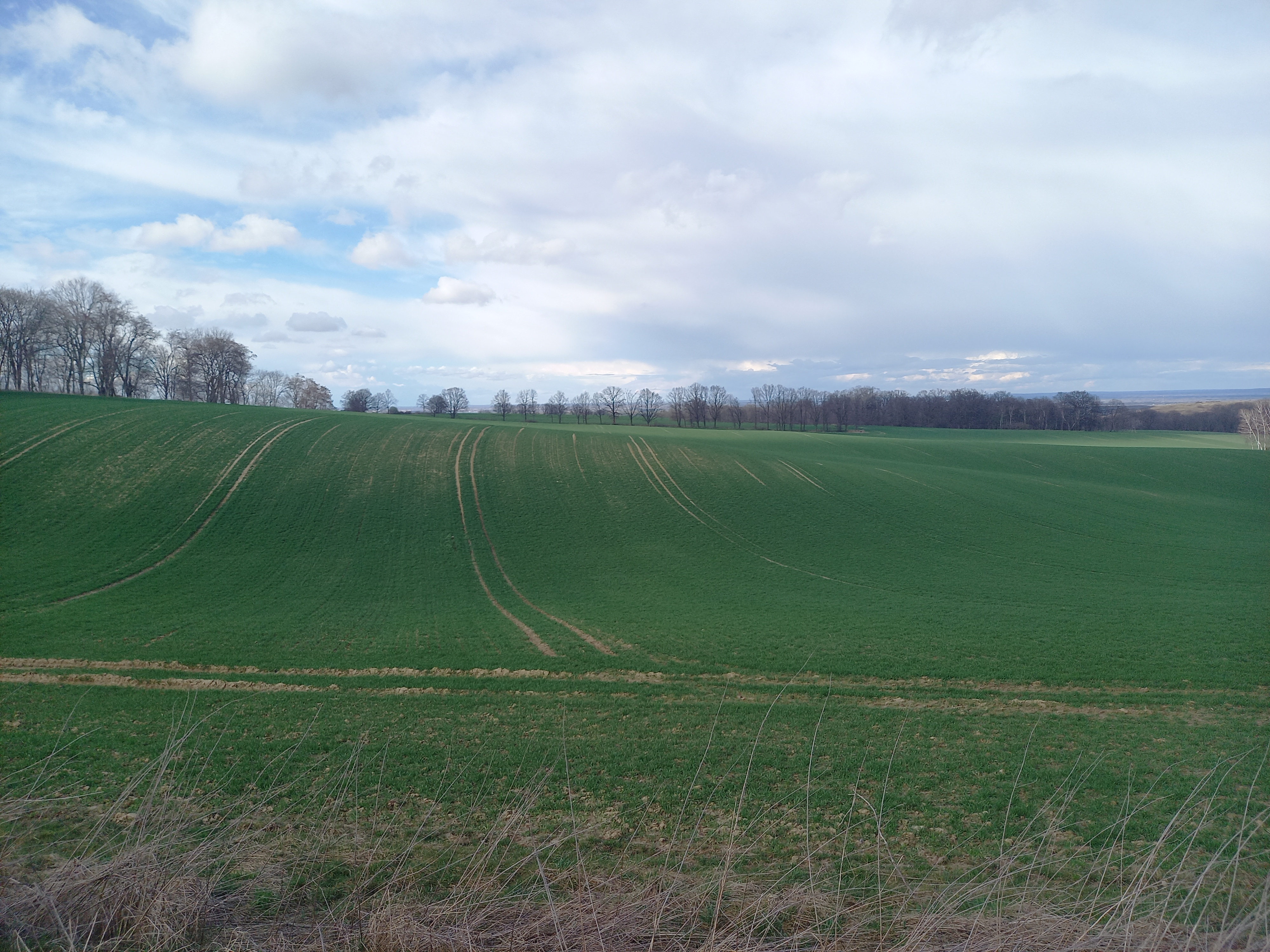
Farny Upłaz
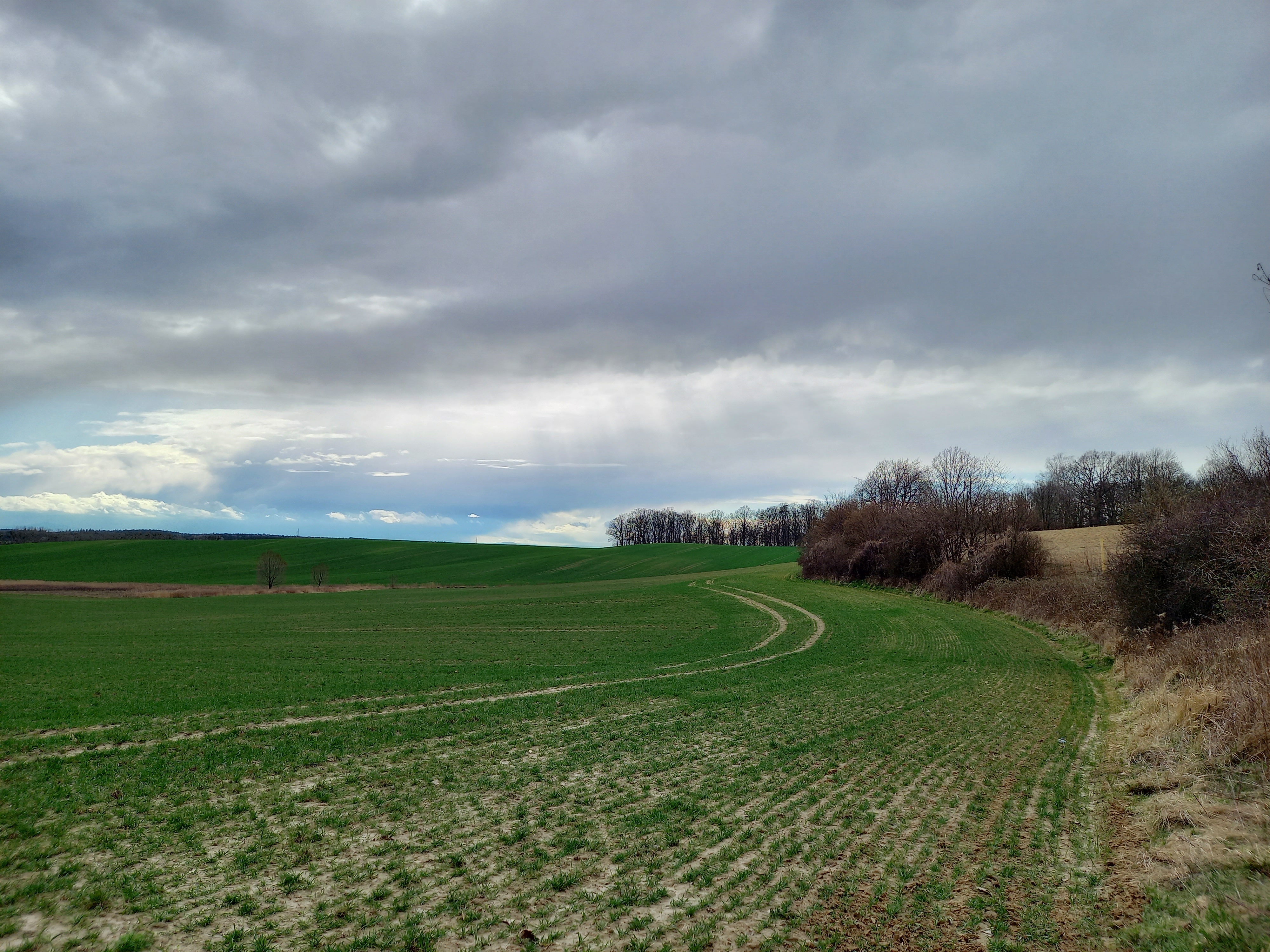
pomiędzy Kowalami a Ciemną Górą